# مورا هيلي
مورا تريسي هيلي (بالإنجليزية: Maura Healey) (وُلدت في 8 فبراير 1971)، هي محامية أمريكية شغلت منصب المدعي العام لولاية ماساتشوستس الأمريكية. كانت مورا عضوًا في الحزب الديمقراطي.
ولدت هيلي في ولاية نيوهامشر، تخرجت في جامعة هارفرد في عام 1992. بعد ذلك قضت سنتين تلعب كرة السلة الاحترافية في النمسا قبل عودتها إلى الولايات المتحدة وحصولها على شهادة الدكتوراه في القانون من كلية الحقوق بجامعة نورث إيسترن عام 1998. بعد عملها ككاتبة للقاضي الفيدرالي آيه. ديفيد مازوني، مارست المحاماة الخاصة لمدة سبع سنوات وعملت بمنصب مساعد المدعي العام في مقاطعة ميدلسيكس.
عُينت من قبل المدعي العام لولاية ماساتشوستس مارثا كواكلي في عام 2007، لتصبح رئيسة شعبة الحقوق المدنية، حيث قادت تحدي الولاية في الدفاع عن قانون الزواج الفيدرالي. بعد ذلك عُيّنت رئيسة لمكتب الحماية العامة ومكتب الدفاع في المحكمة ومن ثم رئيسة لقسم الأعمال التجارية ومكتب العمال قبل استقالتها عام 2013 لتشغل منصب المدعي العام في عام 2014. فازت مورا على السيناتور وارن تولمان عضو مجلس الشيوخ السابق في الانتخابات الديمقراطية التمهيدية ومن ثم تفوقت في الانتخابات العامة على المحامي الجمهوري جون ميلر. أُعيد انتخابها عام 2018. لدى توليها المنصب، أصبحت أول مدعٍ عام يكشف عن مثليته الجنسية للعلن في الولايات المتحدة.

## بداية حياتها وتعليمها ومهنتها الرياضية
مورا تريسي هيلي، الابنة الكبرى بين خمسة إخوة وأخوات. كانت والدتها ممرضة في مدرسة لنكولن اكرمان في هامبتون فالس، بينما كان والدها قبطانًا في البحرية الأمريكية فضلاً عن كونه مهندساً. درس زوج والدتها إدوارد بيتي مادة التاريخ ودرب الفتيات على الرياضة في مدرسة وناكونيت الثانوية. تعود أصول عائلتها إلى مدينة نيوبريبورت ومنطقة الساحل الشمالي.
درست هيلي في مدرسة وناكونيت الثانوية ثم أكملت دراستها في جامعة هارفرد وتخصصت في المجال الحكومي، وتخرجت بمرتبة الشرف عام 1992. وكانت مساعد الكابتن لفريق جامعة هارفرد لكرة السلة. بعد التخرج، قَضت هيلي عامين تلعب كلاعبة ارتكاز في فريق كرة السلة المحترف في النمسا، فريق يو. بي. بي. سي. وستنروت سالزبورغ للمحترفين. لدى عودتها إلى الولايات المتحدة، حصلت هيلي على شهادة الدكتوراه عام 1998 من كلية الحقوق بجامعة نورث إيسترن.

## مهنتها القانونية
بدأت هيلي في ممارسة العمل القانوني من خلال عملها ككاتبة للقاضي آيه. ديفيد مازوني في محكمة الولايات المتحدة لولاية ماساتشوستس، حيث أعدت تقارير شهرية عن تنظيف ميناء بوسطن وساعدت القاضي في المحاكمات وجلسات الاستماع والمؤتمرات التي تخص الدعاوى. بعد ذلك، قضت هيلي أكثر من سبع سنوات في شركة المحاماة ويلمر كتلر بيكرينغ هال ودور إل إل بي، حيث عملت كمساعدة ومن ثم شريك أصغر وتركز عملها في الدعاوى التجارية والدعاوى التي تخص الأوراق المالية.
شغلت كذلك منصب مساعد المدعي العام للمقاطعة في ميدلسكس، حيث تركز عملها على قضايا المخدرات والاعتداء والعنف الأسري وقضايا السيارات في المحكمة وجلسات هيئة المحلفين وتحاورت بخصوص موضوع جلسات الاستماع بكفالة ودعت لحظرها، إضافة إلى إطلاق السراح المشروط والتسليم.
عينت من قبل المدعي العام مارثا كوكلي عام 2007 في ولاية ماساتشوستس، لتشغل رئيسة شعبة الحقوق المدنية، حيث قادت تحدي الولاية في الدفاع عن قانون الزواج الفيدرالي. وكانت على رأس الفريق عن ولاية ماساتشوستس الذي كسب أول دعوى في الولايات المتحدة قضت بإلغاء القانون.
حصلت على ترفيع لتصبح رئيسة الحماية العامة ومكتب الدفاع في عام 2012. ومن ثم عينت مديرة الأعمال التجارية وديوان العمال. كونها مديرة شعبة ورئيسة مكتب في مكتب المدعي العام، أشرفت هيلي على أكثر من 250 محاميًا وموظفًا، إضافة لإشرافها على مناطق حماية المستهلك والعمل العادل ودعوة دافعي الضرائب وحماية البيئة والرعاية الصحية والتأمين والخدمات المالية والحقوق المدنية ومكافحة الاحتكار ومكافحة الاحتيال في التأمين الصحي والمنظمات والجمعيات الخيرية غير الربحية بالإضافة إلى الإعمال التجارية والتكنولوجيا والتطور الاقتصادي.

## النائبة العامة لولاية ماساتشوستس

### انتخابات عام 2014
في أكتوبر عام 2013، أعلنت هيلي عن توجيه جهودها للترشيح لمنصب المدعي العام. في الوقت نفسه كانت كوكلي على صدد التقاعد من المنصب في تلك السنة لتترشح لمنصب الحاكم. في 9 سبتمبر، 2014، حصلت هيلي في الانتخابات الديمقراطية التمهيدية على 126,420 صوتًا، حيث تفوقت على عضو مجلس الشيوخ السابق وارن تولمن بنسبة 62,4% إلى 37,6%.
جرت الموافقة على حملة هيلي من قبل أعضاء مجلس الشيوخ ستان روزنبرغ ودان وولف وجيمي إلدريدج وأكبر مناصر في الولايات المتحدة للسياسة المؤيدة لحرية الإجهاض للنساء، لائحة إميلي. إضافة إلى ذلك، أيدت حملتها من قبل المدعي العام لمقاطعة نورثإيست ديفيد سوليفان وعمدة مقاطعة هوليوك إليكس مورس، وعمدة فيتشبيرغ ليزا وونغ وعمدة نورثهامبتون ديفيد ناركويتز. تشمل المنظمات التي وافقت على حملة هيلي صندوق التأييد في ولاية ماساتشوستس لتنظيم الأسرة، ومنظمة المساواة الجماعية، وصندوق النصر. كتبت هيلي مقالة افتتاحية في جريدة وبرقية ورشستر الرسمية عن دعم قانون الحزام العازل في منطقة ماساتشوستس، الذي عملت عليه في مكتب المدعي العام. إضافة إلى ذلك كتبت مقالًا افتتاحيًا آخر في جريدة بوسطن غلوب حيث أوضحت فيه خطتها لمكافحة نشّالي قروض الطلاب.
واجهت هيلي المرشح الجمهوري المحامي جون ميلر في الانتخابات العامة وتفوقت عليه بنسبة 62,5% إلى 37,5. وبفوزها هذا عُدّت هيلي أول «مثلي الجنس» يصبح نائبًا عامًا في الولايات المتحدة.

### المواقف
وضعت هيلي خطة للحد من العنف المسلح تسعى لمعرفة وفهم ما تسميه الجوهر المسبب للعنف. تضمنت الخطة تعزيز نظام التحقيق بخلفيات أخرى ليشمل المعلومات الكاملة بما فيها أوامر الاعتقال الحديثة، والاتهامات الرسمية، وأي علاقة بالعنف الأسري، والإفراج المشروط والإفراج رهن المراقبة. إضافة إلى ذلك بحثت الخطة في موضوع تحسين تعقب الأسلحة المسروقة والمفقودة. كذلك دعت هيلي لإضافة قفل بصمة الإصبع مع الزناد، وختم جميع الأسلحة التي تباع في ماساتشوستس.
تضمنت خطة هيلي أيضًا إصلاح العدالة الجنائية التي تشمل إلغاء العقوبات الإلزامية لمرتكبي جرائم المخدرات بدون عنف والتركيز على تأهيلهم بدلًا من إيداعهم في السجن.
فضلًا عن تخطيط هيلي للحد من فرص إعطاء المخدرات بوصفة طبية فاسدة وتفشي مخدر الهيروين في ماساتشوستس بتطبيق برنامج (الحماية). فوفقًا للبرنامج هذا، يتعزز دور الصيدليات ليجري تعقب متعاطي المخدرات بوصفة طبية إضافة إلى تعقب الموزعين. وأخيرًا، تشمل خطتها نشر مصادر جديدة لمواقع الإتجار بالمخدرات وتحسين الوصول إلى العلاج إضافة إلى توسيع الوصول إلى علاج ناركان.

#### الإجهاض
تركز حاليًا منصة هيلي لحقوق المرأة على الثقافة الجنسية وتوسيع نطاق الوصول إلى خدمات الإجهاض والتأكد من أن كل امرأة في ماساتشوستس تتمكن من الوصول إلى خدمة الإجهاض بغض النظر عن مكان سكنها أو مهنتها أو دخلها.

#### مراقبة السلاح
في 20 يوليو 2016، أعلنت هيلي عن منع نقل أو تحويل أي سلاح شبه آلي داخل نطاق كومنولث ماساتشوستس. وأكدت هيلي على اعتبار مخازن الأسلحة غير ضرورية.

#### الرئيس ترامب
أُبلغت هيلي في 31 يناير، 2017، بأن مكتبها سينضم إلى تحدٍّ جديد ضد الرئيس دونالد ترامب في دعوى قضائية لطعن القرار التنفيذي رقم 13769، الذي يعرف «بمنع المسلمين من دخول الولايات المتحدة». فيما بعد، أصدرت هيلي حكمًا بإدانته بأن هذا الأمر «كان دافعه المشاعر المعادية للمسلمين والخوف من الإسلام وليس حفاظًا منه على الأمن القومي». أخيراً، أُلغي أمر ترامب في المحكمة الفيدرالية لنفس الأسباب التي ذكرتها هيلي.
في 9 من مارس، 2017، أعلنت هيلي أن مكتبها كان ينضم إلى دعوى قضائية لطعن القرار 13780 الصادر من دونالد ترامب. حيث ذكرت هيلي أن الأمر الجديد هو نسخة منقحة من الأمر السابق الذي سبق وجرى إلغاؤه، حيث قالت: «يبقى هذا القرار تمييزيًا وغير دستوري يحاول من خلاله ترامب أن ينفذ ما وعد به في حملته الانتخابية بمنع المسلمين من دخول الولايات المتحدة». وقد جرى إلغاء الأمر من قبل عدة محاكم فيدرالية لأسباب مماثلة.
في 11 مايو،2017، بعد إقالة الرئيس دونالد ترامب لمدير مكتب التحقيقات الفيدرالي جيمس كومي، قادت هيلي الجهود الرامية للمطالبة بتعيين مستشار خاص لسد المنصب ليقود التحقيق الخاص بتدخل روسيا في الانتخابات الرئاسية للولايات المتحدة عام 2016. إذ أرسل مكتبها رسالة بهذا الخصوص موقعة من قبل عشرين نائبًا عامًا من جميع أنحاء البلاد إلى نائب المدعي العام الأمريكي رود روزنستاين، عين روزنستاين في 17 مارس، مستشارًا خاصًا إذ اختير بعد روبرت مولر ليشغل منصب المدير العام لمكتب التحقيقات الفيدرالي.

### انتخابات عام 2018
في 6 شهر نوفمبر، 2018، أُعيد انتخاب هيلي لمنصب المدعي العام في ولاية ماساتشوستس. إذ فازت هيلي على منافسها الجمهوري جيمس ماكماهون بنسبة 69,9% صوت.

## الحياة الشخصية
أعلنت هيلي عن مثليتها الجنسية للعلن، وتعيش مع شريكتها غابرييل ولوهوجيان في تشارلستون، ولاية ماساتشوستس. فضلًا عن ذلك تلعب كرة السلة للترفيه.

## التاريخ الانتخابي
| الانتخابات التمهيدية الديمقراطية للمدعي العام في ماساتشوستس، 2014 | الانتخابات التمهيدية الديمقراطية للمدعي العام في ماساتشوستس، 2014 | الانتخابات التمهيدية الديمقراطية للمدعي العام في ماساتشوستس، 2014 | الانتخابات التمهيدية الديمقراطية للمدعي العام في ماساتشوستس، 2014 |
| ----------------------------------------------------------------- | ----------------------------------------------------------------- | ----------------------------------------------------------------- | ----------------------------------------------------------------- |
| الحزب                                                             | المرشح                                                            | الأصوات                                                           | النسبة                                                            |
| الديمقراطي                                                        | مورا هيلي                                                         | 322,380                                                           | 62.1                                                              |
| الديمقراطي                                                        | وارن تولمان                                                       | 195,654                                                           | 37.7                                                              |
| الديمقراطي                                                        | مرشح كتابي                                                        | 721                                                               | 0.1                                                               |

| انتخابات المدعي العام في ماساتشوستس، 2014 |           |            |            |
| النسبة                                    | الاصوات   | المرشح     | الحزب      |
| 61,766                                    | 1,280,513 | مورا هيلي  | الديمقراطي |
| 38,2                                      | 793,821   | جون ميلر   | الجمهوري   |
| 0,1                                       | 1,885     | مرشح كتابي | مرشح كتابي |

| انتخابات المدعي العام في ماساتشوستس، 2018 |           |                     |            |
| النسبة                                    | الاصوات   | المرشح              | الحزب      |
| 69,9                                      | 1,874,209 | مورا هيلي           | الديمقراطي |
| 30,0                                      | 804,832   | جاي ماكماهون الثالث | الجمهوري   |